# Aniba pedicellata
Aniba pedicellata är en lagerväxtart som beskrevs av André Joseph Guillaume Henri Kostermans. Aniba pedicellata ingår i släktet Aniba och familjen lagerväxter. Inga underarter finns listade i Catalogue of Life.